# Pidhirne (hromada Tarutyne)
Pidhirne (ukr. Підгірне) – wieś na Ukrainie, w obwodzie odeskim, w rejonie bołgradzkim. W 2001 liczyła 1763 mieszkańców, wśród których 99 wskazało jako ojczysty język ukraiński, 664 rosyjski, 170 mołdawski, 476 bułgarski, 345 gagauski, a 9 inny.